# Satz von Hadamard
Zu den zahlreichen Resultaten, die  der französische Mathematiker Jacques Hadamard in verschiedenen Teilgebieten der Mathematik beigetragen hat, gehört in der Analysis ein als Satz von Hadamard (englisch Hadamard theorem) bezeichneter Lehrsatz, der auf eine Arbeit Hadamards aus dem Jahr 1906 zurückgeht. Der Satz behandelt die Frage, unter welchen Bedingungen eine stetig differenzierbare Abbildung auf dem euklidischen Raum {\displaystyle {\mathbb {R} }^{n}} ein Homöomorphismus ist.

## Formulierung des Satzes
Der Darstellung in der Monographie von Ortega / Rheinboldt folgend lässt sich der Satz folgendermaßen formulieren:
Gegeben sei eine stetig differenzierbare Abbildung {\displaystyle F\colon \mathbb {R} ^{n}\to \mathbb {R} ^{n}\;(n\in \mathbb {N} )} auf dem euklidischen Raum {\displaystyle {\mathbb {R} }^{n}}, für die in jedem Raumpunkt {\displaystyle x_{0}\in \mathbb {R} ^{n}} die Jacobi-Matrix {\displaystyle {J_{F}}(x_{0})} nichtsingulär sein soll.
 Dabei existiere eine reelle Zahl {\displaystyle \gamma >0} derart, dass bezüglich der Operatornorm für {\displaystyle x_{0}\in \mathbb {R} ^{n}} stets die Ungleichung {\displaystyle \|{{J_{F}}(x_{0})}^{-1}\|\leq \gamma } erfüllt ist.

Dann ist {\displaystyle F\colon \mathbb {R} ^{n}\to \mathbb {R} ^{n}} ein Homöomorphismus.

## Verallgemeinerungen
Im Jahre 1920 dehnte Paul Lévy den Hadamard'schen Satz auf reelle Hilberträume aus, woraufhin Rheinboldt  im Jahre 1969 zeigte, dass er sich auch auf beliebige reelle Banachräume ausdehnen lässt.